# Totalán
Totalán é um município da Espanha, na província de Málaga, comunidade autónoma da Andaluzia. Tem 9,21 km² de área e em 2021 tinha 725 habitantes (densidade: 78,7 hab./km²). Pertence à comarca de La Axarquía.